# Bistum Avellaneda-Lanús
Das Bistum Avellaneda-Lanús (lat.: Dioecesis Avellanediensis-Lanusenis, span.: Diócesis de Avellaneda-Lanús) ist eine in Argentinien gelegene römisch-katholische Diözese mit Sitz in Avellaneda.

## Geschichte
Das Bistum Avellaneda-Lanús wurde am 10. April 1961 durch Papst Johannes XXIII. mit der Päpstlichen Bulle Cum Regnum Dei aus Gebietsabtretungen des Erzbistums La Plata und des Bistums Lomas de Zamora als Bistum Avellaneda errichtet. Es wurde dem Erzbistum Buenos Aires als Suffraganbistum unterstellt. Am 19. Juni 1976 gab das Bistum Avellaneda Teile seines Territoriums zur Gründung des Bistums Quilmes ab. Das Bistum Avellaneda wurde am 24. April 2001 in Bistum Avellaneda-Lanús umbenannt.

## Ordinarien

### Bischöfe von Avellaneda
- Emilio Antonio di Pasquo, 1961–1962
- Jerónimo José Podestá, 1962–1967
- Antonio Quarracino, 1968–1985, dann Erzbischof von La Plata
- Rubén Héctor di Monte, 1986–2000, dann Erzbischof von Mercedes-Luján
- Rubén Oscar Frassia, 2000–2001

### Bischöfe von Avellaneda-Lanús
- Rubén Oscar Frassia, 2001–2020
- Marcelo Julián Margni, seit 2021